# Salvo
Salvo (Са́лво) — в советское время одно из крупнейших предприятий химической промышленности Эстонской ССР, производитель пластмассовых изделий. Подразделения фабрики «Салво» работали в Таллине и Кохтла-Ярве.

## История

### В Советской Эстонии
Фабрика была основана в 1948 году в Таллине как кооператив-артель инвалидов, в которой работало 15 человек. Артель «Салво» выпускала хлебобулочные изделия и бытовые химтовары.
В начале 1950-х годов с «Салво» объединили несколько малых предприятий, выпускавших изделия из бакелита и металла, декоративные и галантерейные изделия. В 1959 году артели были ликвидированы, и предприятие стало называться Производственным комбинатом «Салво».
В 1960 году с «Салво» объединили бакелитные цеха завода «Металлопродукт» (Metallprodukt, бывший Estoprodukt). В 1961 году предприятие сосредоточилось на обработке пластмассы и производство получило новое название — Фабрика пластмассовых изделий «Салво».
В 1963 году c «Салво» объединили цех деревянных игрушек производственного объединения «Лоов Тёэ» (Loov Töö), производивший игрушки и сувениры уже с 1944 года. В цеху стали также изготавливать пластмассовые и текстильные игрушки, и с течением времени он превратился к подразделение «Салво Сувенийрид» (Salvo Suveniirid), где работало около 250 человек.
За пару десятилетий маленькая артель превратилась в одно из крупнейших предприятий Советской Эстонии. В 1965 году фабрика «Салво», первой в СССР, освоила производство мотоциклетных шлемов из ударопрочного полистирола (до этого советские фабрики изготавливали шлемы из прессованной бумаги).
Фабрика также производила настольные игры, спортивный инвентарь, защитные каски, мотоциклетные очки, пластмассовые изделия хозяйственного обихода (светильники, напёрстки, швейные наборы).
В 1979 году численность работников фабрики составила 1 171 человек.
В 1982 году фабрика стала выпускать мотошлемы как для гражданского, так и для милицейского пользования, знаки аварийной остановки для автомобилистов и хоккейные шлемы, которые приобрели высокую популярность в СССР из-за массовости производства, так как остальные советские производители не отличались большим объёмом изготовления подобного рода изделий. «Салво» была одним из первых и немногих предприятий в Советском Союзе, где производились изделия подобного рода.
В 1985 году «Салво» начала выпускать шлемы и некоторые другие изделия защиты для МВД СССР, а также для ГАИ и ВАИ. Фабрика также производила хоккейные шайбы «Tallinn», которые не уступали высококачественным аналогам канадского и чешского производства.

### В независимой Эстонии
В 1991 году фабрика «Салво» стала государственным акционерным обществом. В 1993 году контрольную долю акций ГАО «Салво» выкупил итальянский производитель спортинвентаря Head Sport AG и предприятие стало называться HTM Sport Eesti OÜ. Завод HTM Sport Eesti выпускал коньки, ласты, хоккейные и горнолыжные ботинки, а также снаряжение для подводного погружения. Производство игрушек было прекращено. Численность работников составила около 400 человек.
В 1996 году предприятие выпустило около 300 000 пар горнолыжных ботинок, 400 000 пар ласт и 20 000 пар ботинок для коньков.
В 1998 году правительство Эстонии продало последние 6,4 % акций компании.
В 2003 год на предприятии работало 352 человека и этот год стал последним годом его производственной деятельности в Эстонии с оборотом 350 млн. крон. В 2004 году производство было выведено в Чехию. Линия, производившая пластмассовые санки «Salvo», была продана финской фирме Ferstoff. Окончательно предприятие было ликвидировано в 2008 году.
На базе «Салво Сувенийрид» в Таллине в сентябре 2002 года было создано ТОО «Меэнед» (Meened OÜ), где вручную изготавливаются сувениры из дерева и текстиля. По состоянию на 30.09.2019 на предприятии работало 11 человек.

## Фотографии
- Значки и торговые лейблы фабрики «Салво»
- Плакат «Фабрика пластмассовых игрушек „Салво“. Эти игрушки развивают конструкторские способности и фантазию»
- Фабрика пластмассовых игрушек «Салво». Сувениры